# Begraafplaats van Arleux-en-Gohelle
De begraafplaats van Arleux-en-Gohelle is gelegen in de Franse plaats Arleux-en-Gohelle (Pas-de-Calais). De militaire graven worden onderhouden door de Commonwealth War Graves Commission, die de begraafplaats heeft ingeschreven als Arleux-en-Gohelle Communal Cemetery.
De begraafplaats telt 4 geïdentificeerde Gemenebest graven uit de Tweede Wereldoorlog.